# Plebejus sexaargenteoguttata
Plebejus sexaargenteoguttata är en fjärilsart som beskrevs av Bright och Leeds 1938. Plebejus sexaargenteoguttata ingår i släktet Plebejus och familjen juvelvingar. Inga underarter finns listade i Catalogue of Life.